# Електро Велвет
Electro Velvet е британско дуо, което ще представи Великобритания на Евровизия 2015 във Виена, Австрия, с песента Still in Love with You. („Все още съм влюбен в теб“).  Групата е сформирана от Алекс Ларк и Бианка Николас.

## Кариера

### Начало
Бианка Николас е участвала в The X Factor и „Гласът на Великобритания“.  Също така е пяла в дует с Уил Янг и е изпълнявала пред принц Уилям, Катрин Мидълтън и принц Хари. Николас издава сингъла Hold On To Your Dreams, който влиза в топ 100 на Британския чарт. Също така има малка роля в американския играелен филм с Джони Деп - "Слийпи Холоу"

### 2015: Евровизия 2015
Би Би Си избират Electro Velvet да представи Великобритания на Евровизия 2015 във Виена, Австрия с песента Still in Love with You. („Все още съм влюбен в теб“).